# 최경식 (1917년)
최경식(崔慶植, 1917년 2월 5일 ~ 2002년 12월 5일)은 대한민국의 정치인이다. 제5대 국회의원을 지냈다.

## 학력
- 송정공립보통학교졸업
- 대전공업학교토목과졸업
- 육군호국사관학교졸업

## 경력
- 한국광복청년회북평지부장
- 대한국민회북평읍지부
- 육군제108연대제1대대장
- 동아일보삼척지국장
- 민주당삼척군당위원장

## 역대 선거 결과
|  | 11.70% |

|  | 33.18% |

|  | 23.55% |

|  | 37.71% |